# نفيسة أحمد زين شهاب
نفيسة أحمد زين شهاب (بالإندونيسية: Nafisah Ahmad Zen Shahab)‏‏ (1 أغسطس 1946 في فلمبان - ) سيدة أعمال من إندونيسيا.